# Crocodile (Black Mirror)
«Crocodile» —en español: «Cocodrilo»— es el tercer episodio de la cuarta temporada de la serie de antología Black Mirror. Fue escrito por Charlie Brooker y dirigido por John Hillcoat. El episodio se emitió por primera vez en Netflix, junto con el resto de la serie, el 29 de diciembre de 2017.
El episodio se desarrolla en Islandia, donde Mia (Andrea Riseborough) ayuda a su amigo Rob (Andrew Gower) a encubrir una muerte atropellada. Quince años más tarde, Rob quiere confesar su crimen, lo que lleva a Mia a matarlo y deshacerse de su cuerpo. Poco después, Mia es testigo de un accidente de tránsito entre un peatón y un vehículo autónomo. Shazia (Kiran Sonia Sawar) es contratada para investigar el accidente y utiliza un dispositivo Recaller que le permite ver los recuerdos recientes de las personas a las que entrevista. Durante una entrevista con Mia, Shazia descubre lentamente qué otra cosa había pasado esa noche, y esto le cuesta la vida tanto a ella como a su familia.
El episodio recibió críticas mixtas. La cinematografía del paisaje islandés fue ampliamente elogiada, junto con las actuaciones de Riseborough y Sawar. Sin embargo, muchos críticos lo consideraron uno de los episodios más sombríos y deprimentes de Black Mirror, y algunos sugirieron que la violencia era innecesaria e insatisfactoria.

## Argumento
Mia Nolan (Andrea Riseborough) y Rob (Andrew Gower) van juntos a un club. Mientras conduce a casa, Rob accidentalmente golpea y mata a un ciclista en una carretera de montaña. Convence a Mia para que lo ayude a encubrir la muerte tirando el cuerpo y la bicicleta del ciclista a un lago.
Quince años más tarde, Mia está felizmente casada y tiene un hijo y una carrera exitosa. Cuando se va de viaje de negocios, Rob la encuentra en su hotel. Él le muestra un artículo de noticias sobre el ciclista muerto, cuya esposa cree que él está vivo y todavía lo está buscando. Rob quiere escribir una carta anónima diciendo la verdad, pero Mia teme que se rastree la carta. Una discusión sobreviene y ella mata a Rob. Ella se conmueve mucho más al ver un accidente de tráfico afuera, donde un camión repartidor de pizzas autodirigido ha golpeado a un peatón. Mia alquila una película pornográfica de pago por visión para proporcionarse una coartada, antes de deshacerse del cuerpo de Rob.
El hombre que fue golpeado por el camión contacta a su compañía de seguros y es visitado por Shazia (Kiran Sonia Sawar), una investigadora. Su trabajo es usar un dispositivo conocido como Recaller para escanear los recuerdos de una persona y verificar los hechos. A pesar de que se reconoce que la memoria no es confiable, ahora es obligatorio para el público someterse a escaneos de memoria cuando se le solicite. Shazia identifica a los testigos del accidente pero no puede establecer la responsabilidad. Un testigo recuerda haber visto a Mia mirando por la ventana de su habitación de hotel, y Shazia tiene esperanzas de que el testimonio de Mia le permita probar el caso, lo que también le permitiría a la compañía de seguros entablar una lucrativa demanda por negligencia contra los dueños de la pizzería.
Mia admite haber presenciado el accidente pero, al enterarse de que Shazia utilizará el Recaller, duda en que se escaneen sus recuerdos. Shazia asume que la reticencia de Mia se debe a que se avergüenza de ver pornografía en ese momento. Mia se detiene haciendo café e intenta armar una historia de portada que dice que estaba sola en la habitación del hotel. Sin embargo, durante el escaneo, Mia no puede evitar que Shazia vea el recuerdo de ambos asesinatos. Ella ata a Shazia, quien trata de convencer a Mia de que eliminará los datos y no le contará a nadie lo sucedido. Mia, consciente de que la incriminarían de los propios recuerdos de Shazia, la escanea con el Recaller. Mia mata a Shazia y conduce a la casa de Shazia para matar a su marido, la única otra persona consciente de que Mia estuvo involucrada en la investigación. Al darse cuenta de que el hijo pequeño de Shazia también está en la casa y le había visto a la cara, Mia lo mata a regañadientes también.
La policía que investiga los asesinatos revela que el hijo de Shazia era ciego y que no habría podido identificar al asesino; en su lugar, usan el Recaller en la cobaya de la familia para dragar sus recuerdos en busca de pruebas. Mientras tanto, Mia llora en la audiencia mientras ve la producción escolar de su hijo de Bugsy Malone. Finalmente, se ve a la policía esperando en la parte posterior del auditorio.

## Reparto
- Andrea Riseborough - Mia Nolan
- Kiran Sonia Sawar - Shazia Akhand
- Andrew Gower - Rob
- Anthony Welsh - Anan Akhand
- Claire Rushbrook - Detective
- Joshua James - Gordy
- Adelle Leonce - Noni Harper
- Brian Pettifer - William Grange
- Jamie Michie - Simon Nicholls
- Armin Karine - Farshad
- Stefan Örn Eggertsson - Finn Nicholls
- James Eeles - DC Lydon
- Ólafia Hrönn Jónsdottir - Felicity Carmichael
- Dilja Imana - Ali Akhand
- Sigurdur Sigurjóns - Botones

## Producción
Mientras que la temporada uno y dos de Black Mirror se exhibieron en Channel 4 en el Reino Unido, en septiembre de 2015 Netflix encargó la serie para 12 episodios, y en marzo de 2016 superó a Channel 4 por los derechos de distribución de la tercera temporada, con un oferta de 40 millones de dólares. La orden de 12 episodios se dividió en dos temporadas de seis episodios cada una.
El episodio se ha inspirado en «The Entire History of You» de la temporada uno, que presentó un implante personal que uno podría usar en privado para revisar sus recuerdos. Para «Crocodile», consideraron cómo sería la situación si estos recuerdos no fueran privados, desarrollando un «drama tipo gato y ratón» que resaltaría la importancia de los recuerdos, y hasta qué punto uno estaría dispuesto para ocultar esos recuerdos.
El episodio fue concebido inicialmente como teniendo un protagonista masculino con Andrea Riseborough leyendo el guion con otra parte en mente. Sin embargo, después de que a Riseborough le gustara el viaje del protagonista y le preguntó si la parte podía ser reescrita como mujer, el guion fue modificado para acomodar a Riseborough. Tanto Brooker como la productora ejecutiva Annabel Jones describieron el cambio como interesante, con Jones señalando que «¿con qué frecuencia miras a una madre reducida a este nivel de desesperación?» en la televisión. El episodio fue filmado en Islandia e incluye escenas filmadas en la sala de conciertos de Harpa.

### Marketing
En mayo de 2017, una publicación de Reddit anunció extraoficialmente los nombres y directores de los seis episodios de la temporada 4 de Black Mirror. El primer avance de la temporada fue lanzado por Netflix el 25 de agosto de 2017 y contenía los seis títulos de los episodios.
A partir del 24 de noviembre de 2017, Netflix publicó una serie de pósteres y avances para la cuarta temporada de la serie, conocida como los «13 días de Black Mirror». El 6 de diciembre, Netflix publicó un avance que presentaba una amalgama de escenas de la cuarta temporada, que anunciaba que la serie se lanzaría el 29 de diciembre.

## Recepción
El episodio recibió críticas mixtas. La cinematografía del paisaje islandés fue ampliamente elogiada, junto con las actuaciones de Riseborough y Sawar. Dos críticos opinaron negativamente sobre la violencia y la describieron como innecesariamente sombría.